# 欧韦尔勒阿蒙
欧韦尔勒阿蒙（法語：Auvers-le-Hamon，法語發音：[ovɛʁ lə amɔ̃]）是法国萨尔特省的一个市镇，属于拉弗莱什区。

## 地理
欧韦尔勒阿蒙（47°54'9"N, 0°21'6"W）面积47.83 平方千米，位于法国卢瓦尔河地区大区萨尔特省，该省份为法国西北部内陆省份，北起顺时针与奥恩省、厄尔-卢瓦省、卢瓦-谢尔省、安德尔-卢瓦尔省、曼恩-卢瓦尔省和马耶讷省接壤，是法国大西部的入口，连接卢瓦尔河谷、布列塔尼和巴黎盆地。
与欧韦尔勒阿蒙接壤的市镇（或旧市镇、城区）包括：萨尔特河畔瑞涅、博蒙皮耶德伯夫、布埃赛、圣卢迪多拉、韦格尔河畔阿涅尔、薩爾特河畔薩布萊、瓦勒迪曼恩。
欧韦尔勒阿蒙的时区为UTC+01:00、UTC+02:00（夏令时）。

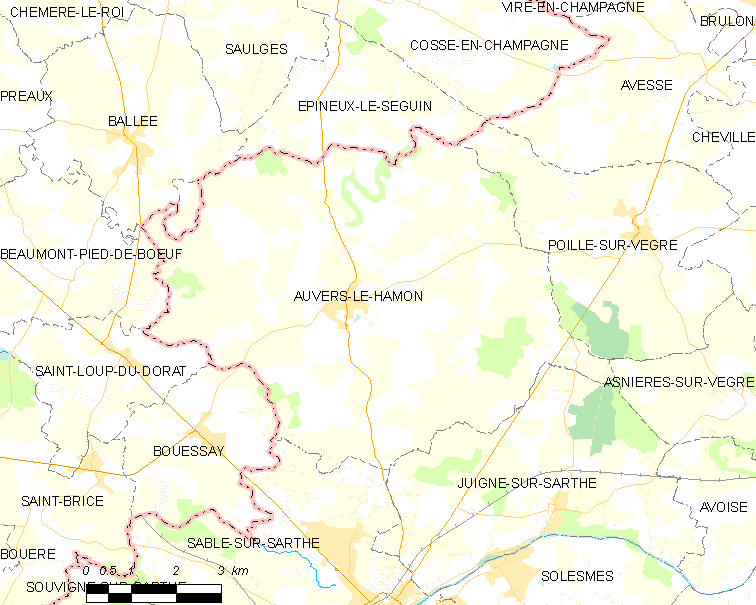
欧韦尔勒阿蒙的OSM定位图

## 行政
欧韦尔勒阿蒙的邮政编码为72300，INSEE市镇编码为72016。

## 政治
欧韦尔勒阿蒙所属的省级选区为萨尔特河畔萨布莱县。

## 人口

1962-2008年间欧韦尔勒阿蒙人口变化图示

欧韦尔勒阿蒙于2022年1月1日时的人口数量为1458人。